# Булавин, Вячеслав Иванович
Вячеслав Иванович Булавин (18 апреля 1946, Казань) — советский футболист, защитник и российский тренер. Мастер спорта СССР (1970).

## Биография
Воспитанник ДЮСШ г. Казани.
В 1965 году прошёл стажировку в «Нефтянике» из Бугульмы, а через полгода оказался в главной команде Татарстана — казанском «Рубине». В середине 1967 года вместе с вратарём И. Галимовым по приглашению тренера А. Алова перешёл в «Зенит».
Всю карьеру в высшей лиге провёл в составе «Зенита». В чемпионатах СССР в 1967—1977 годах провёл 226 матчей и забил 10 мячей.
В 1972 году провёл два матча за олимпийскую сборную СССР.
Окончил институт им. Лесгафта (1980). По окончании ВУЗа — на тренерской работе, тренировал молодежь. Среди его воспитанников в 70-80-е годы — Сергей Кузнецов, Алексей Степанов, Александр Захариков, Игорь Комаров.
В 1985—1987 годах — тренер «Зенита». В 1990 году, с мая — главный тренер. Вместе с Анатолием Зинченко начал омолаживать состав. Появились юные Олег Дмитриев, Максим Боков, Михаил Зарицкий.
Далее работал в СДЮШОР «Зенит». Среди воспитанников — Александр Панов, Денис Угаров, Михаил Ткачук, Дмитрий Сенников.
Также работал тренером в «Зените-2» (1999—2000) и «Локомотиве» СПб (2001).
В 2002 году был начальником команды «Зенит-2».
Главный тренер ТФМК — 2005—2006 (июнь), консультант — 2007.

## Достижения
ТФМК
- Чемпион Эстонии: 2005[2][3]
- Обладатель Кубка Эстонии: 2005/06[4]
- Обладатель Суперкубка Эстонии: 2005[5]
- Финалист Кубка Эстонии: 2004/05[6]